# ディビジョンシリーズ
ディビジョンシリーズ（英: Division Series, DS）または地区シリーズ（ちくシリーズ）は、メジャーリーグベースボールにおけるポストシーズンゲームの第2ラウンド。ナショナルリーグ（National League Division Series, NLDS）とアメリカンリーグ（American League Division Series, ALDS）でそれぞれ開催される。
レギュラーシーズン終了後の10月に、リーグの地区優勝チームのうち成績上位2チーム、およびワイルドカードシリーズを勝ち上がった2チームの各リーグ合計4チームがリーグチャンピオンシップシリーズ（リーグ優勝決定シリーズ）、さらにはワールドシリーズ進出を賭けて戦う。

## 歴史・制度
50日間に及ぶストライキでシーズンが中断された1981年にも1年だけ行われた（後述）。
1969年から1993年まで、ナショナルリーグとアメリカンリーグでは、それぞれの所属チームは主に本拠地をどこに置いているかによってリーグ内でさらに東西2地区に分かれてペナントを争っており、各地区で行ったペナントの優勝チームが引き続きリーグでの優勝を決めるためにリーグチャンピオンシップシリーズを行っていた。1994年より東中西3地区制となったことで、リーグチャンピオンシップシリーズに出場するチームを決めるためのシリーズが必要になり、その結果ディビジョンシリーズが開催されることとなった。1994年は232日間に及ぶ長期ストライキのため開催されず、1995年がディビジョンシリーズのスタートとなった。1995-2011年まではプレーオフの1回戦であった。
2022年より行われている現行制度では、レギュラーシーズンでの各地区優勝チーム（3チーム）の他に、両リーグ内でそれぞれ地区優勝チームを除くチームのうち最高勝率の3チームがワイルドカードとなり、地区優勝チームのうち成績上位の2チームと、ワイルドカードシリーズを勝ち抜いた2チームが、3戦先勝5試合制のディビジョンシリーズを戦う。勝ち抜いた2チームはリーグチャンピオンシップシリーズに進む。

### 組み合わせ
地区優勝3チームは成績順にシード1,2,3を与えられ、ワイルドカード3チームは成績順にシード4,5,6を与えられる。シードを決めるため、地区優勝を決めるため、ワイルドカードを選ぶために、勝率が同じチームが存在した場合はタイブレーカーが適用される。シード3と6が、そしてシード4,5がそれぞれワイルドカードシリーズを戦い、シード1,2は免除される。シード4と5の勝者がシード1と、シード3,6の勝者がシード2とディビジョンシリーズを戦う。
シード上位のチームにホームアドバンテージがあり、第1戦・第2戦・第5戦（2012年は第3戦～第5戦）を本拠地で開催する権利を得る。

#### 1995年～1997年の組み合わせ方式
1995年から1997年までは地区優勝チームがホーム開催権を得る地区があらかじめ決められており、ワイルドカードが同じ地区のチームとは当たらないように対戦カードが組まれていた。
ワイルドカードがホーム開催権を得る地区でない場合(同じ地区の2チームがどちらもホーム開催権を持たない場合)は、ホーム開催権を得たチームのうち勝率が高い方と組まれる。
開催球場も、第3,4,5戦がホーム開催権を得たチームの本拠地、第1,2戦が他方の本拠地という形式だった(1984年までのリーグチャンピオンシップシリーズと同じ)。
1995年：ナショナルリーグ中地区・東地区、アメリカンリーグ西地区・東地区

1996年：ナショナルリーグ東地区・西地区、アメリカンリーグ中地区・西地区

1997年：ナショナルリーグ西地区・中地区、アメリカンリーグ東地区・中地区

1997年のアメリカンリーグディビジョンシリーズを例にすると
勝率1位：ボルチモア・オリオールズ（東地区優勝、98勝64敗 .605）
勝率2位：シアトル・マリナーズ（西地区優勝、90勝72敗 .556）
勝率3位：クリーブランド・インディアンス（中地区優勝、86勝75敗 .534）
ワイルドカード：ニューヨーク・ヤンキース（東地区2位、96勝66敗 .593）

オリオールズとヤンキースが同じ東地区所属で、さらにこの年のホーム開催権を得る地区が東地区と中地区であったことから、ワイルドカードのヤンキースが地区優勝チームの中で勝率が最も低いがホーム開催権を持つインディアンスと対戦し、オリオールズは地区優勝チームの中で勝率2位だがホーム開催権を持たないマリナーズと対戦した。

#### 1998年～2011年の組み合わせ方式
1998年から2011年までは、勝率1位のチームとワイルドカードが同じ地区に所属している場合は、勝率1位チームは勝率3位チームと対戦し、勝率2位チームとワイルドカードが対戦し、ディビジョンシリーズでは同じ地区に所属している球団同士が対戦しないようなシステムとなっていた。ワイルドカードから見れば、対戦相手は必ず別の地区の地区優勝2チームのうちの勝率の高いほうとなっていた。なお、地区1位に2球団が並び、両球団ともポストシーズンに進出できる場合は、当該チーム同士の対戦成績で勝ち越しているほうが地区優勝チーム、他方はワイルドカードとなっていた。同時に開催球場も第1,2,5戦が勝率1位・2位の本拠地、第3,4戦が他方の本拠地という現在と同じ方式に変更された。
2005年のナショナルリーグディビジョンシリーズを例にすると
勝率1位：セントルイス・カージナルス（中地区優勝、100勝62敗 .617）
勝率2位：アトランタ・ブレーブス（東地区優勝、90勝72敗 .556）
勝率3位：サンディエゴ・パドレス（西地区優勝、82勝80敗 .506）
ワイルドカード：ヒューストン・アストロズ（中地区2位、89勝73敗 .549）

本来ならば地区優勝チームの中で勝率1位のカージナルスがワイルドカードのアストロズと対戦するが、カージナルスとアストロズが同じ中地区所属のため、カージナルスは地区優勝チームの中で勝率が最も低いパドレスと対戦し、アストロズは地区優勝チームの中で勝率2位のブレーブスと対戦した。

#### 2012年～2021年の組み合わせ
2012年から2021年までは、対戦カードは、3地区優勝チームの中で「レギュラーシーズンの勝率1位のチームとワイルドカードゲーム勝者」の対戦と「勝率2位のチームと勝率3位のチーム」の対戦となっていた。これは勝率1位のチームとワイルドカードゲーム勝者が同地区の場合も同様であった。なお、2012年はワイルドカードゲームの新設がレギュラーシーズンの日程発表後に決定されたため、ディビジョンシリーズが第5戦までもつれた際の移動日をなくして日程を円滑に進める目的で、この年に限り、第3,4,5戦が勝率1位・2位の本拠地、第1,2戦が他方の本拠地という形式となった。
ワイルドカードは勝率で地区優勝チームを上回ってもホームアドバンテージは得られず、地区優勝チームとワイルドカードでの対戦では常に地区優勝チームにホームアドバンテージがあった。これはリーグチャンピオンシップシリーズも同様であった。

#### 2022年以後の組み合わせ
2022年度からは、プレーオフ参加チームが12チーム（各リーグにつき6チーム。ワイルドカードへのノミネートが各地区の2位以下の中から勝率3位まで拡大し、優勝チームのうちの勝率1・2位が当シリーズにシード（それぞれ第1・2シード）、3位チーム（第3シード）はワイルドカードシリーズで、ワイルドカードにノミネートされた3チームのうちで最も勝率の低かったチーム（第6シード）と3戦2勝制で対戦し、そこで勝ち抜けばディビジョンシリーズに駒を進められるようになった。
このため、ディビジョンシリーズの組み合わせも「優勝チームの勝率1位チーム対（ワイルドカードノミネートチームのうちで勝率1位（第4シード）対2位（第5シード）のチーム間の対戦の勝者）」、「優勝チームの勝率2位チーム対（優勝チームの勝率3位チーム対ワイルドカードノミネートチームの勝率3位のチーム間での対戦の勝者）」とで従来通り5戦3勝制を争う。ホームゲームアドバンテージ（第1・2・5戦の主管権利）は、第1・2シードのチームに与えられる。

### 移動日
第2戦と第3戦の間および、第4戦と第5戦の間には1日移動日を設ける。2006年までは移動日なしで第4戦の翌日に第5戦を行っていたが、2試合-2試合-1試合となった1998年以降(2012年除く)は、もつれ込んだ場合に長距離の移動も含め、日程的にも非常にきついものとなっていた(最初の3年間及び2012年は2試合-3試合で、第5戦は第4戦と同じ球場で開催されたため、移動日自体設ける必要が無かった)。そのためか、2007年から第4戦と第5戦の間にも移動日が設けられた。
例えば2005年のアメリカンリーグディビジョンシリーズでロサンゼルス・エンゼルス・オブ・アナハイムとニューヨーク・ヤンキースが対戦した時には、10月9日にニューヨークのヤンキー・スタジアムで第4戦を行った翌10月10日に、移動日なしで西海岸のアナハイムに移動して、第5戦を行った。勝ったエンゼルスは翌日にはシカゴに移動してシカゴ・ホワイトソックスとリーグチャンピオンシップシリーズ第1戦を戦った。
なお2020年はCOVID-19拡大防止対策を理由として、ワイルドカードを含む各リーグのポストシーズンへのノミネートを8チームに拡大し、集中開催とする観点から、従来の試合方式を維持しつつ中立地開催とし、アメリカン・リーグはドジャー・スタジアムとペトコ・パーク、ナショナル・リーグはグローブライフ・フィールドとミニッツメイド・パークのそれぞれ2会場で開催する。また移動・休養日を挟まずに行われる。

## 勝利チーム（1995年以後）
| ワールドシリーズ進出 | ワイルドカード | ワイルドカードから ワールドシリーズ進出 |

### ナショナルリーグ (NLDS)
| 年度 | 勝利チーム                     | 勝敗 | 敗戦チーム                     | 勝利チーム                     | 勝敗 | 敗戦チーム                     |
| ---- | ------------------------------ | ---- | ------------------------------ | ------------------------------ | ---- | ------------------------------ |
| 1995 | アトランタ・ブレーブス         | 3-1  | コロラド・ロッキーズ           | シンシナティ・レッズ           | 3-0  | ロサンゼルス・ドジャース       |
| 1996 | アトランタ・ブレーブス         | 3-0  | ロサンゼルス・ドジャース       | セントルイス・カージナルス     | 3-0  | サンディエゴ・パドレス         |
| 1997 | アトランタ・ブレーブス         | 3-0  | ヒューストン・アストロズ       | フロリダ・マーリンズ           | 3-0  | サンフランシスコ・ジャイアンツ |
| 1998 | アトランタ・ブレーブス         | 3-0  | シカゴ・カブス                 | サンディエゴ・パドレス         | 3-1  | ヒューストン・アストロズ       |
| 1999 | アトランタ・ブレーブス         | 3-1  | ヒューストン・アストロズ       | ニューヨーク・メッツ           | 3-1  | アリゾナ・ダイヤモンドバックス |
| 2000 | セントルイス・カージナルス     | 3-0  | アトランタ・ブレーブス         | ニューヨーク・メッツ           | 3-1  | サンフランシスコ・ジャイアンツ |
| 2001 | アトランタ・ブレーブス         | 3-0  | ヒューストン・アストロズ       | アリゾナ・ダイヤモンドバックス | 3-2  | セントルイス・カージナルス     |
| 2002 | セントルイス・カージナルス     | 3-0  | アリゾナ・ダイヤモンドバックス | サンフランシスコ・ジャイアンツ | 3-2  | アトランタ・ブレーブス         |
| 2003 | シカゴ・カブス                 | 3-2  | アトランタ・ブレーブス         | フロリダ・マーリンズ           | 3-1  | サンフランシスコ・ジャイアンツ |
| 2004 | セントルイス・カージナルス     | 3-1  | ロサンゼルス・ドジャース       | ヒューストン・アストロズ       | 3-2  | アトランタ・ブレーブス         |
| 2005 | セントルイス・カージナルス     | 3-0  | サンディエゴ・パドレス         | ヒューストン・アストロズ       | 3-1  | アトランタ・ブレーブス         |
| 2006 | ニューヨーク・メッツ           | 3-0  | ロサンゼルス・ドジャース       | セントルイス・カージナルス     | 3-1  | サンディエゴ・パドレス         |
| 2007 | アリゾナ・ダイヤモンドバックス | 3-0  | シカゴ・カブス                 | コロラド・ロッキーズ           | 3-0  | フィラデルフィア・フィリーズ   |
| 2008 | ロサンゼルス・ドジャース       | 3-0  | シカゴ・カブス                 | フィラデルフィア・フィリーズ   | 3-1  | ミルウォーキー・ブルワーズ     |
| 2009 | ロサンゼルス・ドジャース       | 3-0  | セントルイス・カージナルス     | フィラデルフィア・フィリーズ   | 3-1  | コロラド・ロッキーズ           |
| 2010 | フィラデルフィア・フィリーズ   | 3-0  | シンシナティ・レッズ           | サンフランシスコ・ジャイアンツ | 3-1  | アトランタ・ブレーブス         |
| 2011 | セントルイス・カージナルス     | 3-2  | フィラデルフィア・フィリーズ   | ミルウォーキー・ブルワーズ     | 3-2  | アリゾナ・ダイヤモンドバックス |
| 2012 | セントルイス・カージナルス     | 3-2  | ワシントン・ナショナルズ       | サンフランシスコ・ジャイアンツ | 3-2  | シンシナティ・レッズ           |
| 2013 | セントルイス・カージナルス     | 3-2  | ピッツバーグ・パイレーツ       | ロサンゼルス・ドジャース       | 3-1  | アトランタ・ブレーブス         |
| 2014 | セントルイス・カージナルス     | 3-1  | ロサンゼルス・ドジャース       | サンフランシスコ・ジャイアンツ | 3-1  | ワシントン・ナショナルズ       |
| 2015 | ニューヨーク・メッツ           | 3-2  | ロサンゼルス・ドジャース       | シカゴ・カブス                 | 3-1  | セントルイス・カージナルス     |
| 2016 | シカゴ・カブス                 | 3-1  | サンフランシスコ・ジャイアンツ | ロサンゼルス・ドジャース       | 3-2  | ワシントン・ナショナルズ       |
| 2017 | ロサンゼルス・ドジャース       | 3-0  | アリゾナ・ダイヤモンドバックス | シカゴ・カブス                 | 3-2  | ワシントン・ナショナルズ       |
| 2018 | ミルウォーキー・ブルワーズ     | 3-0  | コロラド・ロッキーズ           | ロサンゼルス・ドジャース       | 3-1  | アトランタ・ブレーブス         |
| 2019 | ワシントン・ナショナルズ       | 3-2  | ロサンゼルス・ドジャース       | セントルイス・カージナルス     | 3-2  | アトランタ・ブレーブス         |
| 2020 | ロサンゼルス・ドジャース       | 3-0  | サンディエゴ・パドレス         | アトランタ・ブレーブス         | 3-0  | マイアミ・マーリンズ           |
| 2021 | ロサンゼルス・ドジャース       | 3-2  | サンフランシスコ・ジャイアンツ | アトランタ・ブレーブス         | 3-1  | ミルウォーキー・ブルワーズ     |
| 2022 | サンディエゴ・パドレス         | 3-1  | ロサンゼルス・ドジャース       | フィラデルフィア・フィリーズ   | 3-1  | アトランタ・ブレーブス         |
| 2023 | フィラデルフィア・フィリーズ   | 3-1  | アトランタ・ブレーブス         | アリゾナ・ダイヤモンドバックス | 3-0  | ロサンゼルス・ドジャース       |

### アメリカンリーグ (ALDS)
| 年度 | 勝利チーム                     | 勝敗 | 敗戦チーム                     | 勝利チーム                     | 勝敗 | 敗戦チーム                     |
| ---- | ------------------------------ | ---- | ------------------------------ | ------------------------------ | ---- | ------------------------------ |
| 1995 | クリーブランド・インディアンス | 3-0  | ボストン・レッドソックス       | シアトル・マリナーズ           | 3-2  | ニューヨーク・ヤンキース       |
| 1996 | ニューヨーク・ヤンキース       | 3-1  | テキサス・レンジャーズ         | ボルチモア・オリオールズ       | 3-1  | クリーブランド・インディアンス |
| 1997 | ボルチモア・オリオールズ       | 3-1  | シアトル・マリナーズ           | クリーブランド・インディアンス | 3-2  | ニューヨーク・ヤンキース       |
| 1998 | ニューヨーク・ヤンキース       | 3-0  | テキサス・レンジャーズ         | クリーブランド・インディアンス | 3-1  | ボストン・レッドソックス       |
| 1999 | ニューヨーク・ヤンキース       | 3-0  | テキサス・レンジャーズ         | ボストン・レッドソックス       | 3-2  | クリーブランド・インディアンス |
| 2000 | シアトル・マリナーズ           | 3-0  | シカゴ・ホワイトソックス       | ニューヨーク・ヤンキース       | 3-2  | オークランド・アスレチックス   |
| 2001 | ニューヨーク・ヤンキース       | 3-2  | オークランド・アスレチックス   | シアトル・マリナーズ           | 3-2  | クリーブランド・インディアンス |
| 2002 | ミネソタ・ツインズ             | 3-2  | オークランド・アスレチックス   | アナハイム・エンゼルス         | 3-1  | ニューヨーク・ヤンキース       |
| 2003 | ニューヨーク・ヤンキース       | 3-1  | ミネソタ・ツインズ             | ボストン・レッドソックス       | 3-2  | オークランド・アスレチックス   |
| 2004 | ニューヨーク・ヤンキース       | 3-1  | ミネソタ・ツインズ             | ボストン・レッドソックス       | 3-0  | アナハイム・エンゼルス         |
| 2005 | シカゴ・ホワイトソックス       | 3-0  | ボストン・レッドソックス       | ロサンゼルス・エンゼルス       | 3-2  | ニューヨーク・ヤンキース       |
| 2006 | デトロイト・タイガース         | 3-1  | ニューヨーク・ヤンキース       | オークランド・アスレチックス   | 3-0  | ミネソタ・ツインズ             |
| 2007 | ボストン・レッドソックス       | 3-0  | ロサンゼルス・エンゼルス       | クリーブランド・インディアンス | 3-1  | ニューヨーク・ヤンキース       |
| 2008 | タンパベイ・レイズ             | 3-1  | シカゴ・ホワイトソックス       | ボストン・レッドソックス       | 3-1  | ロサンゼルス・エンゼルス       |
| 2009 | ニューヨーク・ヤンキース       | 3-0  | ミネソタ・ツインズ             | ロサンゼルス・エンゼルス       | 3-0  | ボストン・レッドソックス       |
| 2010 | テキサス・レンジャーズ         | 3-2  | タンパベイ・レイズ             | ニューヨーク・ヤンキース       | 3-0  | ミネソタ・ツインズ             |
| 2011 | テキサス・レンジャーズ         | 3-1  | タンパベイ・レイズ             | デトロイト・タイガース         | 3-2  | ニューヨーク・ヤンキース       |
| 2012 | ニューヨーク・ヤンキース       | 3-2  | ボルチモア・オリオールズ       | デトロイト・タイガース         | 3-2  | オークランド・アスレチックス   |
| 2013 | ボストン・レッドソックス       | 3-1  | タンパベイ・レイズ             | デトロイト・タイガース         | 3-2  | オークランド・アスレチックス   |
| 2014 | ボルチモア・オリオールズ       | 3-0  | デトロイト・タイガース         | カンザスシティ・ロイヤルズ     | 3-0  | ロサンゼルス・エンゼルス       |
| 2015 | トロント・ブルージェイズ       | 3-2  | テキサス・レンジャーズ         | カンザスシティ・ロイヤルズ     | 3-2  | ヒューストン・アストロズ       |
| 2016 | トロント・ブルージェイズ       | 3-0  | テキサス・レンジャーズ         | クリーブランド・インディアンス | 3-0  | ボストン・レッドソックス       |
| 2017 | ヒューストン・アストロズ       | 3-1  | ボストン・レッドソックス       | ニューヨーク・ヤンキース       | 3-2  | クリーブランド・インディアンス |
| 2018 | ヒューストン・アストロズ       | 3-0  | クリーブランド・インディアンス | ボストン・レッドソックス       | 3-1  | ニューヨーク・ヤンキース       |
| 2019 | ヒューストン・アストロズ       | 3-2  | タンパベイ・レイズ             | ニューヨーク・ヤンキース       | 3-0  | ミネソタ・ツインズ             |
| 2020 | タンパベイ・レイズ             | 3-2  | ニューヨーク・ヤンキース       | ヒューストン・アストロズ       | 3-1  | オークランド・アスレチックス   |
| 2021 | ボストン・レッドソックス       | 3-1  | タンパベイ・レイズ             | ヒューストン・アストロズ       | 3-1  | シカゴ・ホワイトソックス       |
| 2022 | ヒューストン・アストロズ       | 3-0  | シアトル・マリナーズ           | ニューヨーク・ヤンキース       | 3-2  | クリーブランド・ガーディアンズ |
| 2023 | テキサス・レンジャーズ         | 3-0  | ボルチモア・オリオールズ       | ヒューストン・アストロズ       | 3-1  | ミネソタ・ツインズ             |

## 1981年のディビジョンシリーズ
1981年のシーズンはストライキによって、6月12日から8月8日にわたってシーズンが中断され、8月9日のオールスターの後、8月10日にシーズンが再開されるまで、全体の38パーセントにあたる713試合が行われなかった。そのため、シーズンを前期（6月12日以前）と後期（8月10日以後）に分けて、各地区で前期・後期の優勝チームによって、地区優勝チームを決めるために5回戦制でディビジョンシリーズを行った。
結果は下記のとおり。
| シリーズ | 地区   | 勝利チーム                   | 勝敗 | 敗戦チーム                   |
| -------- | ------ | ---------------------------- | ---- | ---------------------------- |
| NLDS     | 東地区 | モントリオール・エクスポズ   | 3-2  | フィラデルフィア・フィリーズ |
| NLDS     | 西地区 | ロサンゼルス・ドジャース     | 3-2  | ヒューストン・アストロズ     |
| ALDS     | 東地区 | ニューヨーク・ヤンキース     | 3-2  | ミルウォーキー・ブルワーズ   |
| ALDS     | 西地区 | オークランド・アスレチックス | 3-0  | カンザスシティ・ロイヤルズ   |